# Cool Japan

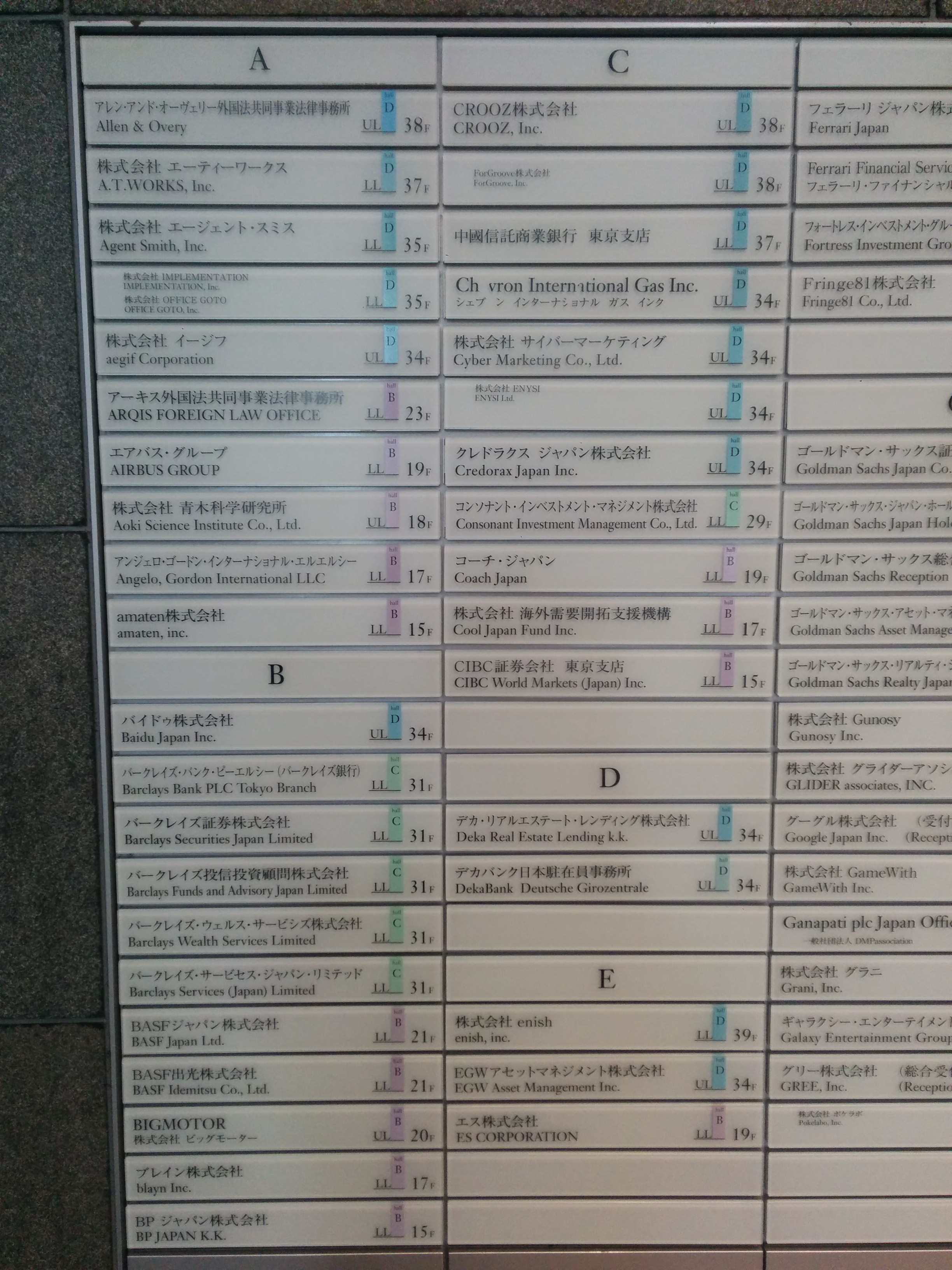
Cool Japan Fund Inc. a un bureau à Roppongi Hills Mori Tower.

« Cool Japan » (クールジャパン, Kūru Japan), associé à « Gross National Cool » (traduit littéralement, cool national brut), est un concept inventé en 2002 pour exprimer le statut émergent du Japon en tant que superpuissance culturelle. Ayant gagné une forte exposition dans les milieux médiatique et universitaire, le terme « Cool Japan » a été adopté par le gouvernement japonais ainsi que par certains organismes commerciaux cherchant à exploiter l'industrie culturelle du pays. Le « Cool Japan » a été décrit comme une forme de soft power, « la capacité d’influencer indirectement les comportements et intérêts par des moyens culturels ou idéologiques »,.
Englobant la culture et les produits japonais contemporains tels que les animations, le manga, les jeux, etc., le « Cool Japan » inclut également les robots de haute technologie japonais et les technologies vertes de pointe. De plus, les cuisines traditionnelles et les articles propices à la découverte de nouvelles valeurs font également partie de « Cool Japan ».

## Les origines
Vers la fin des années 1980, l'attrait de la culture médiatique japonaise en Asie a suscité l'intérêt des responsables politiques. Les pratiques mondialisées ultérieures du soft power et du branding national ont accentué l'importance de la culture médiatique pour rehausser l'image internationale de la nation, conduisant ainsi à la promotion de la "diplomatie de la pop culture" et de manière plus générale, du concept de « Cool Japan ».
Avant l'émergence de « Cool Japan » , Karatani Kōjin prévenait les japanologues que les études japonaises étaient menacées à moins de s'investir dans le marxisme japonais (1997). Néanmoins, les études japonaises ont suivi une trajectoire différente en embrassant la perspective de la Japonologie cool.
Dans un article de Foreign Policy datant de 2002 et intitulé « Japan’s Gross National Cool », Douglas McGray écrit que le Japon « se réinvente comme superpuissance », malgré les problèmes économiques et politiques de sa décennie perdue, grâce à son influence culturelle prenant de l’ampleur à l’international. En étudiant la culture jeune et le rôle de la J-pop, du manga, des animés, de la mode urbaine, du cinéma, des appareils électroniques, de l’architecture, de la gastronomie et des phénomènes « kawaii » comme Hello Kitty, McGray souligne la qualité de « soft power » considérable du Japon, se demandant quel message le pays souhaitait-il projeter. Il affirme aussi que la récession du Japon a certainement stimulé son « cool national », sa hiérarchie sociale rigide et désuète ainsi que les plans de carrière dans les grandes entreprises étant partiellement remis en question,,.
En décembre 2003, Le Washington Post a exprimé que le Japon est actuellement en pleine réinvention, cette fois en tant que pays à la culture la plus branchée.

## Les perspectives
En 2015, la stratégie englobe cinq composantes clés visant à renforcer et élargir l'attrait de « Cool Japan » . Tout d'abord, elle implique l'établissement de connexions latérales entre diverses initiatives et leur structuration selon une approche orientée vers le design pour renforcer l'attrait global. Ensuite, une perspective globale est adoptée à l'égard des activités publiques et privées, mettant l'accent sur leur intégration. Troisièmement, la stratégie inclut la création d'une plateforme de ressources humaines visant à attirer des talents créatifs du monde entier pour contribuer au paysage culturel du Japon. De plus, l'accent est mis sur la réorganisation des attractions du Japon d'un point de vue non japonais et sur l'implication de personnes non japonaises dans la diffusion et l'amplification de ces attractions. Enfin, la stratégie implique le développement d'attractions régionales, garantissant leur acceptation et reconnaissance internationale,.

## Adoption
Repris dans les médias internationaux, avec le New York Times sortant une rétrospective « Year in Ideas:  Pokémon Hegemon », un nombre croissant de représentants du gouvernement et de leaders économiques japonais souhaitant des réformes ont commencé à se référer au « cool national brut » du pays et à adopter le slogan officieux « Cool Japan »,,. En 2005, Lors d’une conférence de presse, le Ministre des Affaires étrangères a établi un lien entre cette idée et le concept de « bonheur national brut » du Bhoutan.
La phrase a gagné en exposition au milieu des années 1990 quand la NHK commença ses émissions « Cool Japan Hakkutsu: Kakkoii Nippon! », émissions achevées en 2009 après une centaine d’épisodes. Au niveau universitaire, le MIT a établi un projet de recherche « Cool Japan », tandis que certaines universités occidentales ont noté une augmentation du nombre des inscriptions en Japonologie due à l’effet du « cool ».

## Critiques
Dans un éditorial du Yomiuri Shinbun datant de 2010, il a été dit que le gouvernement ne faisant pas assez pour aider les intérêts commerciaux du pays dans ce domaine, laissant de la place à la Corée du Sud pour émerger. L’éditorial souligne les insuffisances structurelles, le Ministre de l’Économie faisant la promotion du « Cool Japan », le ministre des affaires étrangères se chargeant des échanges culturels et le Ministre de l’Agriculture s’occupant de la cuisine japonaise,,. Le conférencier Roland Kelts a aussi suggéré que l’incapacité à bien distinguer, promouvoir et communiquer avec les publics et marchés étrangers signifiait que le « Cool Japan » était « fini »,. Laura Miller a critiqué la campagne « Cool Japan » car celle-ci exploitait et déformait les modes et les codes des sous-cultures jeunes. Nancy Snow considère le « Cool Japan » comme un recyclage culturel sponsorisé par l’état et lui donne le nom de « Gross National Propaganda » (propagande nationale dégueulasse).

## Bureaux de promotion des industries créatives
Le gouvernement japonais a identifié l’industrie culturelle comme l’un des cinq secteurs de croissance potentiels. En juin 2010, le Ministre de l’Économie a  annoncé la création de nouveau « bureaux de promotion des industries créatives » pour promouvoir les industries culturel et créative comme secteur stratégique « sous le concept unique et perdurant de « Cool Japan », pour coordonner les différentes fonctions du gouvernent et collaborer avec le secteur privé ».
Le ministre de l’économie a déclaré que la culture populaire japonaise était l’un des éléments clés du « Cool Japan » et que cela incluait les idols, les animés et la gastronomie de classe B.
Le directeur adjoint a dit que le but de sa mission était de « promouvoir les produits japonais grâce au caractère unique de la culture japonaise »,. Pour l’année 2011, son budget était de 19 milliards de Yens. Pour l’année fiscale 2008, les dépenses publiques pour les activités culturelles étaient de 116.9 milliards de Yens en Corée du Sud, 477.5 milliards de Yens en République populaire de Chine et 101.8 Milliards de Yens au Japon, soit respectivement 0,79 %, 0,51 % et 0,12 % des dépenses totales de leur gouvernement.
Le Fonds Cool Japan, officiellement « Fonds d'appui au développement de la demande à l'étranger » est créé en novembre 2013 en tant qu'entité chargée de promouvoir les produits d'exportation japonais, avec un financement conjoint des secteurs public et privé. De 2013 à 2018, la société a élaboré 29 projets d'investissement de 62 milliards de yens (environ 48 millions d'euros), dont 85 % proviennent de financements publics. Le fonds doit mettre un terme à ses activités d'ici 2034.